# وودنیچارسکو
وودنیچارسکو (به بلغاری: Vodenicharsko) یک منطقهٔ مسکونی در بلغارستان است که در شهرستان ژبل واقع شده‌است.